# Trididemnum cristatum
Trididemnum cristatum är en sjöpungsart som beskrevs av Kott 200. Trididemnum cristatum ingår i släktet Trididemnum och familjen Didemnidae. Inga underarter finns listade i Catalogue of Life.